# Serie B 1974/1975
Soutěžní ročník Serie B 1974/1975 byl 43. ročník druhé nejvyšší italské fotbalové ligy. Konal se od 29. září 1974 do 26. června 1975. 
Nejlepším střelcem se stal italský hráč Fabio Bonci (Parma), když vstřelili 14 branek.

## Události
Z 1. ligy sestoupila Foggia, Janov a Verona. Naopak postup ze 3. ligy slavilo po sedmi letech Alessandria, po 11 letech Sambenedettese a po 26 letech se vrátila Pescara.
Titul si poprvé odnesla Perugia, která byla ve vedení již od 10. kola. Postup do Serie A tak slavil poprvé ve své klubové historii. Po 23 letech slavilo také postup Como, které skončilo na 2. místě. A třetím postupujícím se stala Verona, která musela ale odehrát dodatečné utkání s Catanzarem, které vyhrálo 1:0 a vrátila se tak po jednom roce do Serie A.
V sestupových příčkách skončila poslední Parma, která byla potrestána třemi body. Poté Arezzo a posledním sestupujícím se stal nováček Alessandria, které prohrálo dodatečné utkání s Reggianou.

## Účastníci
| Klub           | Město                    | Stadion                      | Trenér | Minulá sezona                            |
| -------------- | ------------------------ | ---------------------------- | --- | ---------------------------------------- |
| Alessandria    | Alessandria              | Stadio Giuseppe Moccagatta   | Sergio Castelletti (1.–26. kolo) Anselmo Giorcelli                                                                  | 1. místo ve skupině A v Serii C (postup) |
| Arezzo         | Arezzo                   | Stadio Comunale              | Graziano Landoni (1.–10. kolo) Mario Rossi                                                                          | 10. místo v Serii B                      |
| Atalanta       | Bergamo                  | Stadio Comunale              | Heriberto Herrera (1.–9. kolo) Angelo Piccioli                                                                      | 11. místo v Serii B                      |
| Avellino       | Avellino                 | Stadio Partenio              | Antonio Giammarinaro (1.–24. kolo) Elio Grappone (25.–30. kolo) Oronzo Pugliese (31.–34. kolo) Antonio Giammarinaro | 13. místo v Serii B                      |
| Brescia        | Brescia                  | Stadio Mario Rigamonti       | Umberto Pinardi | 12. místo v Serii B                      |
| Brindisi       | Brindisi                 | Stadio Franco Fanuzzi        | Antonio Renna (1.–7. kolo) Giovanni Invernizzi (8.–18. kolo) Antonio Renna                                          | 17. místo v Serii B                      |
| Catanzaro      | Catanzaro                | Stadio Nicola Ceravolo       | Gianni Di Marzio | 14. místo v Serii B                      |
| Como           | Como                     | Stadio Giuseppe Sinigaglia   | Giuseppe Marchioro                                                                                                  | 4. místo v Serii B                       |
| Foggia         | Foggia                   | Stadio Pino Zaccheria        | Lauro Toneatto (1.–17. kolo) Cesare Maldini                                                                         | 14. místo v Serii A (sestup)             |
| Janov          | Janov                    | Stadio Luigi Ferraris        | Guido Vincenzi (1.–18. kolo) Luigi Simoni                                                                           | 15. místo v Serii A (sestup)             |
| Novara         | Novara                   | Stadio Comunale              | Gianni Seghedoni | 8. místo v Serii B                       |
| Palermo        | Palermo                  | Stadio La Favorita           | Corrado Viciani | 7. místo v Serii B                       |
| Parma          | Parma                    | Stadio Ennio Tardini         | Giorgio Sereni (1.–33. kolo) Renato Gei                                                                             | 5. místo v Serii B                       |
| Perugia        | Perugia                  | Stadio Santa Giuliana        | Ilario Castagner | 15. místo v Serii B                      |
| Pescara        | Pescara                  | Stadio Adriatico             | Domenico Rosati | 1. místo ve skupině C v Serii C (postup) |
| Reggiana       | Reggio Emilia            | Stadio Mirabello             | Tito Corsi (1.–16. kolo) Carmelo Di Bella                                                                           | 16. místo v Serii B                      |
| Sambenedettese | San Benedetto del Tronto | Stadio Fratelli Ballarin     | Marino Bergamasco                                                                                                   | 1. místo ve skupině B v Serii C (postup) |
| SPAL           | Ferrara                  | Stadio Comunale              | Mario Caciagli (1.–15. kolo) Guido Capello                                                                          | 9. místo v Serii B                       |
| Taranto        | Taranto                  | Stadio Salinella             | Luciano Aristei (1. kolo) Guido Mazzetti                                                                            | 6. místo v Serii B                       |
| Verona         | Verona                   | Stadio Marcantonio Bentegodi | Giancarlo Cadé (1.–23. kolo) Luigi Mascalaito                                                                       | 16. místo v Serii A (sestup)             |

## Tabulka
| Poř. | Tým             | Z  | V  | R  | P  | VG | OG | B  |
| ---- | --------------- | -- | -- | -- | -- | -- | -- | -- |
| 1.   | Perugia         | 38 | 17 | 15 | 6  | 44 | 27 | 49 |
| 2.   | Como            | 38 | 18 | 10 | 10 | 40 | 23 | 46 |
| 3.   | Verona          | 38 | 16 | 13 | 9  | 39 | 30 | 45 |
| 4.   | Catanzaro       | 38 | 13 | 19 | 6  | 27 | 18 | 45 |
| 5.   | Palermo         | 38 | 13 | 17 | 8  | 31 | 25 | 43 |
| 6.   | Atalanta        | 38 | 14 | 11 | 13 | 37 | 36 | 39 |
| 7.   | Janov           | 38 | 14 | 10 | 14 | 31 | 33 | 38 |
| 8.   | Foggia          | 38 | 10 | 18 | 10 | 31 | 35 | 38 |
| 9.   | Brescia         | 38 | 10 | 17 | 11 | 24 | 28 | 37 |
| 10.  | Pescara         | 38 | 9  | 18 | 11 | 37 | 38 | 36 |
| 11.  | Sambenedettese  | 38 | 13 | 10 | 15 | 36 | 43 | 36 |
| 12.  | Novara          | 38 | 10 | 15 | 13 | 30 | 33 | 35 |
| 13.  | SPAL            | 38 | 13 | 9  | 16 | 38 | 42 | 35 |
| 14.  | Brindisi        | 38 | 11 | 13 | 14 | 32 | 38 | 35 |
| 15.  | Taranto         | 38 | 10 | 15 | 13 | 24 | 34 | 35 |
| 16.  | Avellino        | 38 | 11 | 12 | 15 | 33 | 29 | 34 |
| 17.  | Reggiana        | 38 | 9  | 16 | 13 | 33 | 36 | 34 |
| 18.  | Alessandria     | 38 | 9  | 16 | 13 | 35 | 38 | 34 |
| 19.  | Arezzo          | 38 | 9  | 15 | 14 | 35 | 44 | 33 |
| 20.  | Parma (-3 body) | 38 | 9  | 15 | 14 | 30 | 37 | 30 |

Poznámky
- Z = Odehrané zápasy; V = Vítězství; R = Remízy; P = Prohry; VG = Vstřelené góly; OG = Obdržené góly; B = Body
- za výhru 2 body, za remízu 1 bod, za prohru 0 bodů.
- při rovnosti bodů rozhodovalo skóre.
- kluby Verona a Catanzaro odehráli dodatečné utkání, které skončilo 1:0.
- kluby Alessandria a Reggiana odehráli dodatečné utkání, které skončilo 1:2.

|  | Postup do Serie A |
|  | Sestup do Serie C |

## Střelecká listina
| Pořadí | Jméno              | Klub           | Branky |
| ------ | ------------------ | -------------- | ------ |
| 1.     | Fabio Bonci        | Parma          | 14     |
| 2.     | Carlo Bresciani    | Foggia         | 13     |
| 3.     | Francesco Chimenti | Sambenedettese | 12     |
| 3.     | Roberto Pruzzo     | Janov          | 12     |
| 5.     | Ezio Bertuzzo      | Brescia        | 11     |
| 6.     | Maurizio Simonato  | Sambenedettese | 10     |
| 7.     | Renato Cappellini  | Como           | 9      |
| 7.     | Sergio Pellizzaro  | Perugia        | 9      |
| 7.     | Franco Pezzato     | SPAL           | 9      |
| 7.     | Gianfranco Zigoni  | Verona         | 9      |
| 7.     | Corrado Serato     | Pescara        | 9      |